# James F. Amos
James F. Amos, född 12 november 1946 i Wendell, Idaho, är en fyrstjärning general i USA:s marinkår. Sedan den 22 oktober 2010 är han marinkårens kommendant och ex officio ledamot av samfällda stabscheferna. Amos har en bakgrund som jaktpilot och flugit plan av typ F-4 Phantom och F/A-18 Hornet.
Amos har uttalat motstånd till att upphäva Don't ask, don't tell och är en pånyttfödd kristen.